# Lijst van kloosters in Delft
In de lijst van kloosters in Delft worden alle kloosters en conventen opgenomen die in Delft staan of hebben gestaan.

## Lijst van kloosters
De stad Delft kende tot de reformatie verschillende Rooms-katholieke kloosters. In 1573, tijdens de Reformatie, werden alle kloosters in de stad door het stadsbestuur onteigend en herbestemd. 

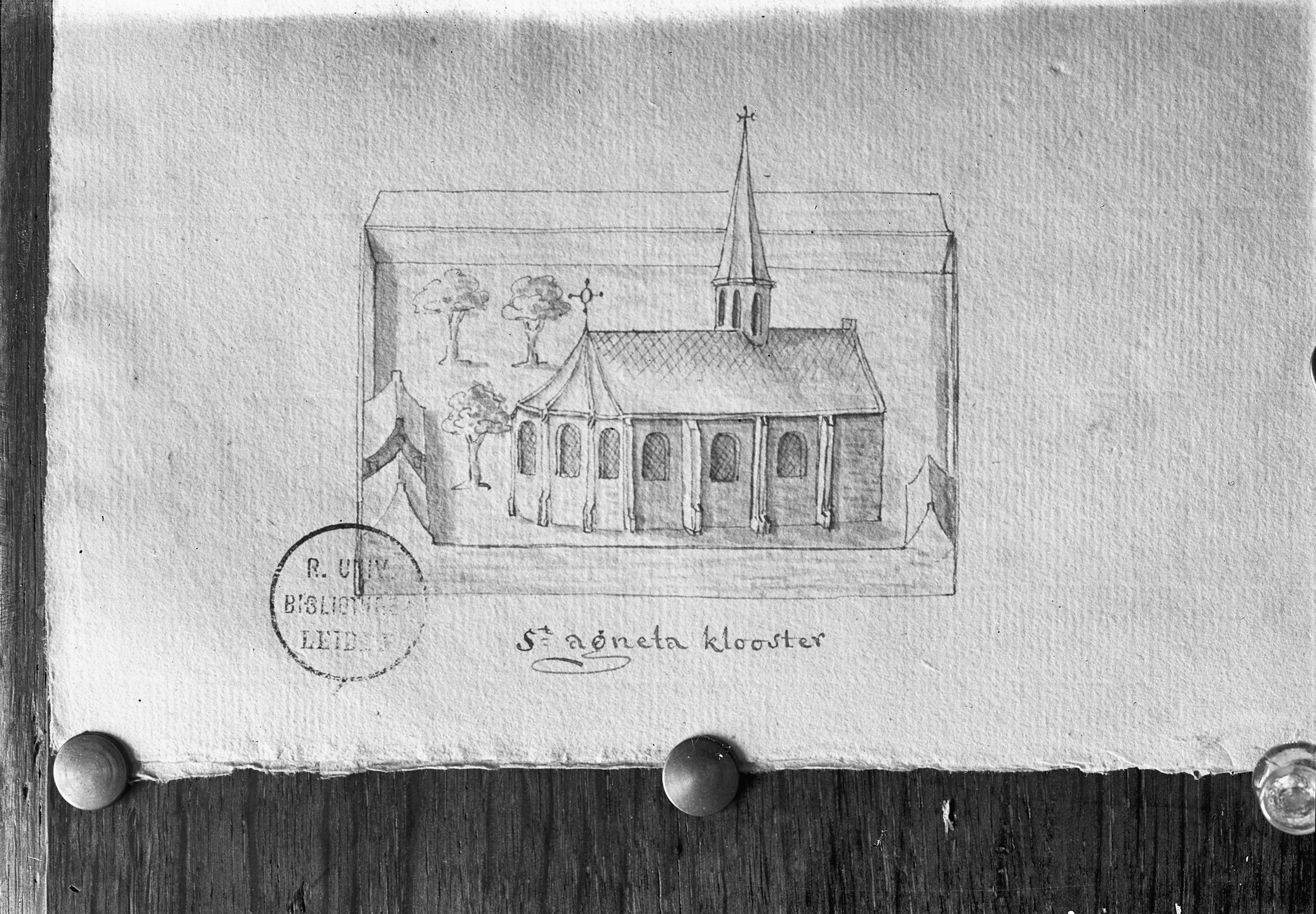
St. Agnetaklooster in Delft (collectie UB Leiden, foto RCE)

Sint-Agathaklooster (Delft)in 1403 gebouwd als klooster voor de derde orde van de Franciscanen. Na 1573 werd het klooster aanvankelijk gebruikt als hof voor Prins Willem van Oranje. Daarna deed het onder meer dienst als lakenhal en Latijnse school. Sinds 1887 werd een deel van het pand al gebruikt als museum, en vanaf 1962 werd het pand geheel in gebruik genomen als Museum Prinsenhof Delft.
Sint-Agnesklooster (Delft)ook wel bekend als het Sint-Agneta- of Sint-Agnietenklooster. Het klooster bevond zich in de buurt van de Oostpoort. Vanaf 1592 startte de geëmigreerde Vlaming François Spierincx er een weverij voor het maken van wandtapijten.
Sint-Anneklooster (Delft)
Bagijnhof (Delft)
Sint-Barbaraklooster (Delft)
Kartuizerklooster Sint-Bartholomeus in Jeruzalem (Delft)het Kartuizerklooster aan de Buitenwatersloot werd in 1573 gesloopt, om te voorkomen dat de Spanjaarden de stad vanuit hier konden belegeren
Cellebroedersklooster (Delft)
Sint-Claraklooster (Delft)vanaf 1475 een klooster van de zusters clarissen. Na 1573 werd het klooster herbestemd als kruitopslag, en in 1654 ontploft bij een ramp die bekend staat als de Delftse donderslag.
Sint-Hieronymusdal (Delft)
Klooster Koningsveld
Maria Magdalenaklooster (Delft)
Minderbroederklooster (Delft)
Sint-Ursulaklooster (Delft)
Sint-Agathaklooster · Sint-Agnesklooster · Sint-Anneklooster · Bagijnhof · Sint-Barbaraklooster · Sint Bartholomeus in Jeruzalem · Cellebroedersklooster · Sint-Claraklooster · Sint-Hieronymusdal · Klooster Koningsveld · Maria Magdalenaklooster · Minderbroederklooster · Sint Ursulaklooster